# Swanville (Maine)
Swanville és una població dels Estats Units a l'estat de Maine (EUA). Segons el cens del 2000 tenia 1.357 habitants.

## Demografia
Segons el cens del 2000, Swanville tenia 1.357 habitants, 522 habitatges, i 371 famílies. La densitat de població era de 26,5 habitants/km².
Dels 522 habitatges en un 36,4% hi vivien nens de menys de 18 anys, en un 53,8% hi vivien parelles casades, en un 11,3% dones solteres, i en un 28,9% no eren unitats familiars. En el 22,6% dels habitatges hi vivien persones soles el 5,7% de les quals corresponia a persones de 65 anys o més que vivien soles. El nombre mitjà de persones vivint en cada habitatge era de 2,6 i el nombre mitjà de persones que vivien en cada família era de 3,03.
Per edats la població es repartia de la següent manera: un 28,4% tenia menys de 18 anys, un 7,1% entre 18 i 24, un 30,8% entre 25 i 44, un 24,4% de 45 a 60 i un 9,3% 65 anys o més.
L'edat mediana era de 36 anys. Per cada 100 dones de 18 o més anys hi havia 96,6 homes.
La renda mediana per habitatge era de 31.417 $ i la renda mediana per família de 35.833 $. Els homes tenien una renda mediana de 28.083 $ mentre que les dones 19.861 $. La renda per capita de la població era de 14.483 $. Entorn del 10,5% de les famílies i el 14,6% de la població estaven per davall del llindar de pobresa.